# 姆哈斯瓦德
姆哈斯瓦德（Mhaswad），是印度马哈拉施特拉邦萨塔拉县的一个城镇。总人口20494（2001年）。

## 人口
该地2001年总人口20494人，其中男性10347人，女性10147人；0—6岁人口2952人，其中男1544人，女1408人；识字率61.37%，其中男性为70.15%，女性为52.42%。